# 烏魯帕
11°08′26″S 62°21′39″W / 11.14056°S 62.36083°W
烏魯帕（葡萄牙語：Urupá），是巴西的城鎮，位於該國西北部，由朗多尼亞州負責管轄，始建於1992年2月13日，面積832平方公里，海拔高度200米，2014年人口13,381，人口密度每平方公里16.09人。